# Nanguan
Nanguan léase Nan-Kuán (en chino:南关区, pinyin:Nánguān Qū) es un distrito urbano bajo la administración directa de la subprovincia de Changchun, capital provincial de Jilin , República Popular China. El distrito yace en una llanura con una altitud promedio de 250 m s. n. m., ubicada en el centro financiero de la ciudad. Su área total es de 497 km² y su población proyectada para 2010 fue de 876 959 de habitantes.

## Administración
El distrito de Nanguan se divide en 17 pueblos que se administran en 12 subdistritos, 3 poblados y 2 villas.